# Batnfjordsøra
Batnfjordsøra er kommunecenter i Gjemnes kommune på Nordmøre i Møre og Romsdal fylke i Norge. Byen har 312 indbyggere (2012).
Batnfjordsøra ligger inderst i Batnfjorden. Mod syd og vest går Europavej 39 til Molde og mod nord mod Kristiansund. Batnfjordsøra ligger omtrent midt mellem de to byer, og turen tager omtrent en halv time med bil. Østover går der vej til bygderne Øre, Torvikbukt og Osmarka. Fra gammelt tid var Batnfjordsøra anløbssted for dampskibe, med kaj på Øren. I dag har vejtrafikken overtaget, og E39 gennem centrum af Batnfjordsøra er laget som en miljøvej.
Aarø Automobilselskab var det første med bustrafik i Norge og blev stiftet 12. maj 1908 af Johan Olsen Aarø sammen med sin far Ole B. Aarø. Samme dag som selskabet blev stiftet kørtes første tur, den 36 kilometer lange vej fra Molde til Batnfjordsøra. Ruten blev kørt med en nyindkøbt syvsæders UNIC 1907-model. Batnfjordsøra var endestation for busruten og havde korrespondance videre nordover til Kristiansund og Trondheim med dampskib. Busruten og dampbåden til Trondheim og videre med tog til Kristiania var dengang den hurtigste rejserute til hovedstaden. Da Raumabanen åbnede overtog den over denne trafik.
Øre kirke, som ligger nogle kilometer længere mod øst, ved Skeisdalen, er kirke for Batnfjords befolkning.
Kommunens tusenårssted ligger på Batnfjordsøra og er rådhuspladsen, mellem kommunehuset, samfundshuset og skolen.